# Gudrun Løchen Drewsen
Gudrun Løchen Drewsen, född 1867, död 1946, var en norsk-amerikansk kvinnosakskämpe. Hon var dotter till Herman Løchen och syster till Olaug Løken och Håkon Løken. Drewsen utvandrade till USA 1894, och gjorde i New York stora insatser för kvinnlig rösträtt och för sociala och humanitära insatser. Hon gav 1937 ut boken Man minnes mangt.